# Urszula Sadkowska
Urszula Sadkowska (* 6. Februar 1984 in Olsztyn) ist eine polnische Judoka im Schwergewicht.

## Erfolge
| Jahr | Wettkampf                   | Platzierung |                        |
| ---- | --------------------------- | ----------- | ---------------------- |
| 2009 | Judo-Europameisterschaften  | 2.          | Schwergewicht (+78 kg) |
| 2007 | Judo-Weltmeisterschaften    | 7.          | Schwergewicht (+78 kg) |
| 2007 | Judo-Europameisterschaften  | 5.          | Schwergewicht (+78 kg) |
| 2004 | European Open Championships | 5.          | offene Gewichtsklasse  |